# José Miró Cardona
José Miró Cardona (La Habana, Cuba, 22 de agosto de 1902 - San Juan, Puerto Rico, 10 de agosto de 1974) fue un abogado y político cubano que se desempeñó como primer ministro y embajador en España, en los primeros dos años de la Revolución cubana que derrocó al dictador Fulgencio Batista el 1 de enero de 1959. Luego se volvió un opositor, debido al rumbo procomunista del gobierno. Exiliado en Miami participó activamente junto a la CIA de la fracasada invasión de bahía de Cochinos en 1961, habiéndose decidido que, de triunfar, Miró asumiría como Presidente Provisional de Cuba. 

## Biografía

### Orígenes
Miró Cardona nació en La Habana, Cuba, el 22 de agosto de 1902. Hijo del catalán José Miró Argenter, general de división del Ejército Mambí durante la Guerra de Independencia cubana (1895-1898) y su esposa Luz Cardona.

### Apoyo a la Revolución cubana
José Miró Cardona fue un destacado abogado y profesor de Derecho de la Universidad de La Habana, presidente del Colegio de Abogados de La Habana y asesor jurídico de las más importantes empresas estadounidenses. En 1948 fue el abogado defensor del capitán Joaquín Casillas en el juicio que se le siguió por el asesinato del sindicalista Jesús Menéndez.
Criticaba la dictadura de Fulgencio Batista (1952-1958) desde su cátedra alentaba a los estudiantes a oponerse y apoyar la Revolución cubana. Fue firmante del pacto de Caracas. Una vez triunfante la guerrilla dirigida por Fidel Castro que obligó a Fulgencio Batista a huir a Santo Domingo el 1 de enero de 1959, José Miró Cardona asumió el 5 de enero como nuevo primer ministro del gobierno revolucionario, encabezado por el presidente Manuel Urrutia Lleó.
Durante su gobierno se implementaron las primeras medidas para enjuiciar y fusilar a los criminales de guerra, así como para revertir los actos de corrupción y autoritarismo de la dictadura. El 17 de enero presentó una carta de renuncia debido a diferencias con Fidel Castro, aunque esta no fue aceptada. El 16 de febrero Miró Cardona fue reemplazado como primer ministro por Fidel Castro quien lo designó al año siguiente como embajador de Cuba ante España, cargo en el que se desempeñó hasta fines de 1960.

### Oposición a la Revolución cubana
A fines de 1960 Miró Cardona comenzó a oponerse a la Revolución cubana debido a la orientación procomunista que había adquirido. Solicitó entonces el 4 de julio del mismo año asilo en la embajada de la Argentina para luego exiliarse en los Estados Unidos.

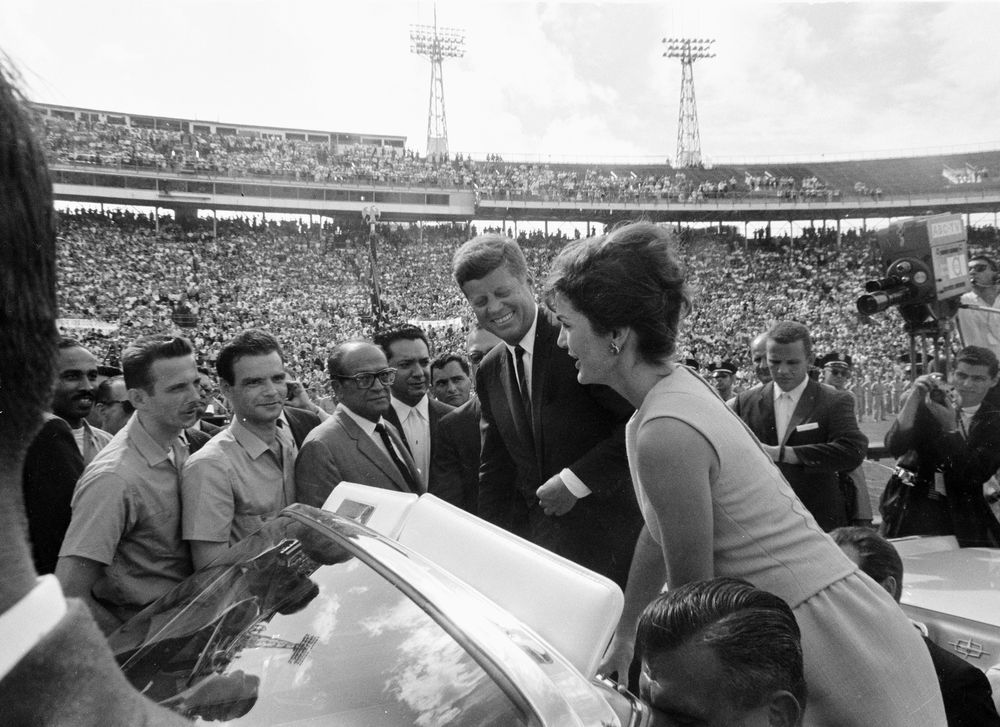
José Miró Cardona junto con John F. Kennedy, Jacqueline Kennedy Onassis, Erneido Oliva, Pepe San Román, Manuel Artime y Robert King High.

Allí se convirtió en líder del Consejo Revolucionario Cubano, principal grupo de exiliados cubanos con el que trabajó la CIA para organizar la invasión a Cuba en bahía de Cochinos, en 1961, finalmente fracasada. Se había establecido que, de triunfar la invasión, Miró Cárdona se convertiría en Presidente Provisional de Cuba.
Seis días antes de la invasión el New York Times publicó la proclama llamando a la insurrección del Consejo Revolucionario Cubano firmada por Miró Cardona que dice en su parte final:

¡A las armas, cubanos, que es preciso vencer para no morir asfixiados en la esclavitud! Hay miles de cubanos, hermanados en el ideal, que luchan ya en las sierras y en los llanos contra los que vendieron a la Patria. ¡Únete a ellos! Es la hora de la decisión y de la victoria. Invocando el favor de Dios, aseguramos que con la victoria vendrán la paz, la solidaridad humana, el bienestar general y el respeto absoluto a la dignidad de los cubanos sin excepciones. El deber nos llama a la guerra contra los verdugos de nuestros hermanos. Cubanos: ¡A vencer! ¡Por la Democracia. Por la Constitución. Por la Justicia Social. Por la Libertad! En Nueva York, Estados Unidos de América, a ocho de Abril de mil novecientos sesenta y uno. CONSEJO REVOLUCIONARIO CUBANO. Dr. José Miró Cardona, Presidente. Dr. Manuel Antonio de Varona, Ing. Manuel Ray, Ing. Carlos Hevia, Dr. Antonio Maceo, Dr. Manuel Artime, Dr. Justo Carrillo.

Miró Cardona cuestionó duramente al gobierno norteamericano de John F. Kennedy por el fracaso de la invasión, sosteniendo que había prometido intervenir con tropas propias y que finalmente no lo hizo dejando a los cubanos aislados. Posteriormente Miró Cardona se radicó en Puerto Rico donde se dedicó a enseñar Derecho en la Universidad, hasta su muerte en 1974.